# Desa Jatirahayu
Desa Jatirahayu är en administrativ by i Indonesien.   Den ligger i provinsen Jawa Barat, i den västra delen av landet. Huvudstaden Jakarta ligger i Desa Jatirahayu.